# Jorge Martín
Jorge Martín Almoguera (Madrid, 29 gennaio 1998) è un pilota motociclistico spagnolo, campione del mondo della Moto3 nel 2018 e della MotoGP nel 2024.

## Carriera

### Gli inizi
Comincia a correre in minimoto nel 2006, per poi correre in diverse competizioni locali e nazionali. Nel 2012 debutta nella Red Bull Rookies Cup, categoria in cui giunge secondo nel 2013 e primo nel 2014.

### Motomondiale

#### Moto3

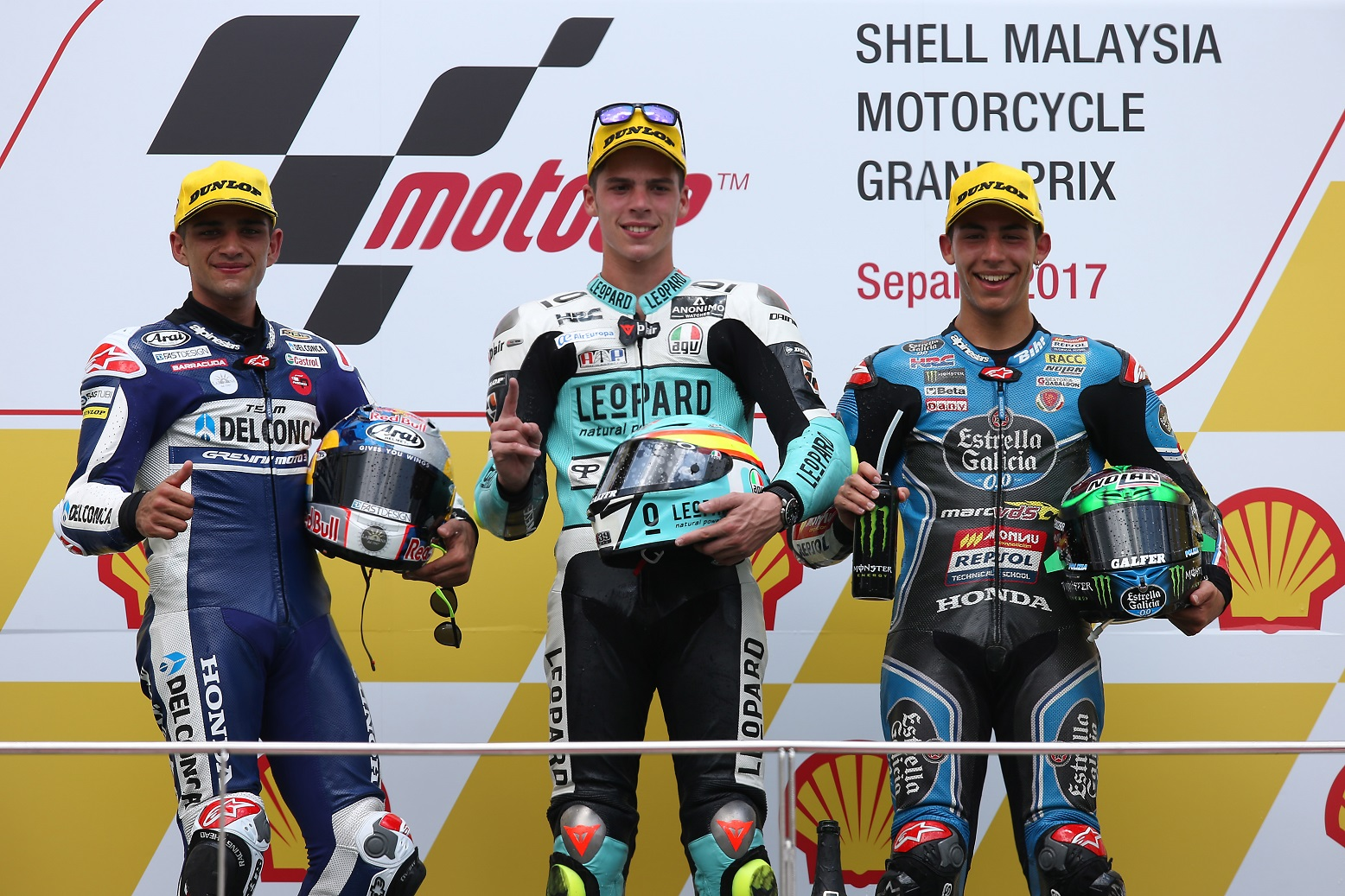
Da sinistra: Martín, Joan Mir ed Enea Bastianini sul podio del Gran Premio della Malesia 2017 della classe Moto3.

Nel 2015 debutta nella classe Moto3 del motomondiale, ingaggiato dal Mapfre Team Mahindra, che gli affida una Mahindra MGP3O; i compagni di squadra sono Francesco Bagnaia e Juanfran Guevara. Totalizza 45 punti che gli valgono il diciassettesimo posto in classifica finale. Nel 2016 rimane nello stesso team, sempre alla guida di una Mahindra, il compagno di squadra è Bagnaia. Ottiene un secondo posto in Repubblica Ceca. In questa stagione è costretto a saltare il Gran Premio d'Olanda a causa di tre distinte fratture alla mano destra rimediate nel precedente Gran Premio di Catalogna e il Gran Premio di San Marino a causa della frattura del quinto metatarso del piede destro rimediata nelle qualifiche del GP. Chiude la stagione al sedicesimo posto in classifica con 72 punti all'attivo.
Nel 2017 si trasferisce nel team Del Conca Gresini che gli affida una Honda NSF250R. Il compagno di squadra in questa stagione è Fabio Di Giannantonio. Ottiene la sua prima vittoria in Comunità Valenciana, due secondi posti (Gran Premio delle Americhe e Malesia), sei terzi posti (Qatar, Argentina, Catalogna, Austria, Gran Bretagna e Australia) e nove pole position (Qatar, Francia, Italia, Catalogna, Olanda, Aragona, Australia e Comunità Valenciana) e termina la stagione al 4º posto con 196 punti. In questa stagione è costretto a saltare il Gran Premio della Repubblica Ceca sul circuito di Brno a causa di un infortunio rimediato nell'appuntamento precedente.
Nel 2018 è campione del mondo nella classe Moto3. Durante la stagione ottiene sette vittorie (Qatar, Americhe, Italia, Olanda, Germania, Aragona e Malesia), un secondo posto nel Gran Premio di San Marino, un terzo posto in Austria e undici pole position (Americhe, Spagna, Francia, Italia, Olanda, Germania, Gran Bretagna (gara poi cancellata perché l'asfalto non drenava la pioggia), San Marino, Aragona, Australia e Malesia). Ha ottenuto 260 punti iridati. In questa annata è costretto a saltare il Gran Premio di Repubblica Ceca a causa della frattura del radio sinistro rimediata nelle prove libere dello stesso.

#### Moto2
Nel 2019 passa in Moto2, alla guida della KTM del team Ajo Motorsport; il compagno di squadra è Brad Binder. Ottiene un secondo posto in Australia e un terzo posto in Giappone e chiude la stagione all'11º posto con 94 punti.
Nel 2020 rimane col team Ajo ma passa alla guida di una Kalex Moto2. Il compagno di squadra è Tetsuta Nagashima. Ottiene pole position e terzo posto in Spagna. Vince la prima gara in Moto2 nel Gran Premio d'Austria il 16 Agosto 2020. Giunge secondo nel Gran Premio di Stiria. Conclude terzo in Aragona. Il 10 settembre 2020 viene annunciata la sua positività al SARS-CoV-2, che lo costringe a saltare il Gran Premio di San Marino e della Riviera di Rimini e poi anche il successivo dell'Emilia Romagna. Giunge secondo nel Gran Premio d'Europa. Vince in Comunità Valenciana. Conclude la stagione al 5º posto con 160 punti.

#### MotoGP

##### Ducati (2021-24)

###### I primi anni
Nel 2021 passa in MotoGP, alla guida della Ducati Desmosedici del team Pramac Racing. In occasione del Gran Premio di Doha, secondo appuntamento stagionale, conquista la sua prima pole position nella classe regina; conclude la gara al terzo posto. In questa stagione è costretto a saltare i Gran Premi di Portogallo, Spagna, Francia e Italia a causa della frattura del primo metacarpo della mano destra e del malleolo mediale destro rimediate nelle prove libere del GP del Portogallo. Ritorna in pista nel weekend del GP di Barcellona e nelle qualifiche del Gran premio di Stiria firma la sua seconda pole e la sua prima vittoria. Nel weekend successivo, in occasione del Gran premio d’Austria, Martín si ripete mettendo a segno la sua seconda pole consecutiva, la terza complessiva in top class alla stagione di esordio; chiude la gara al terzo posto. Nel Gran Premio della Comunità Valenziana, ultimo della stagione, ottiene un’altra pole position, la quarta in stagione. Termina la stagione come Rookie dell’anno, al nono posto con 111 punti.
Nel 2022 gareggia con lo stesso Team e compagno di squadra della stagione precedente. Fa segnare cinque pole position e sale quattro volte sul podio, senza però vincere una corsa, classificandosi nuovamente al nono posto.

###### La sconfitta nel 2023

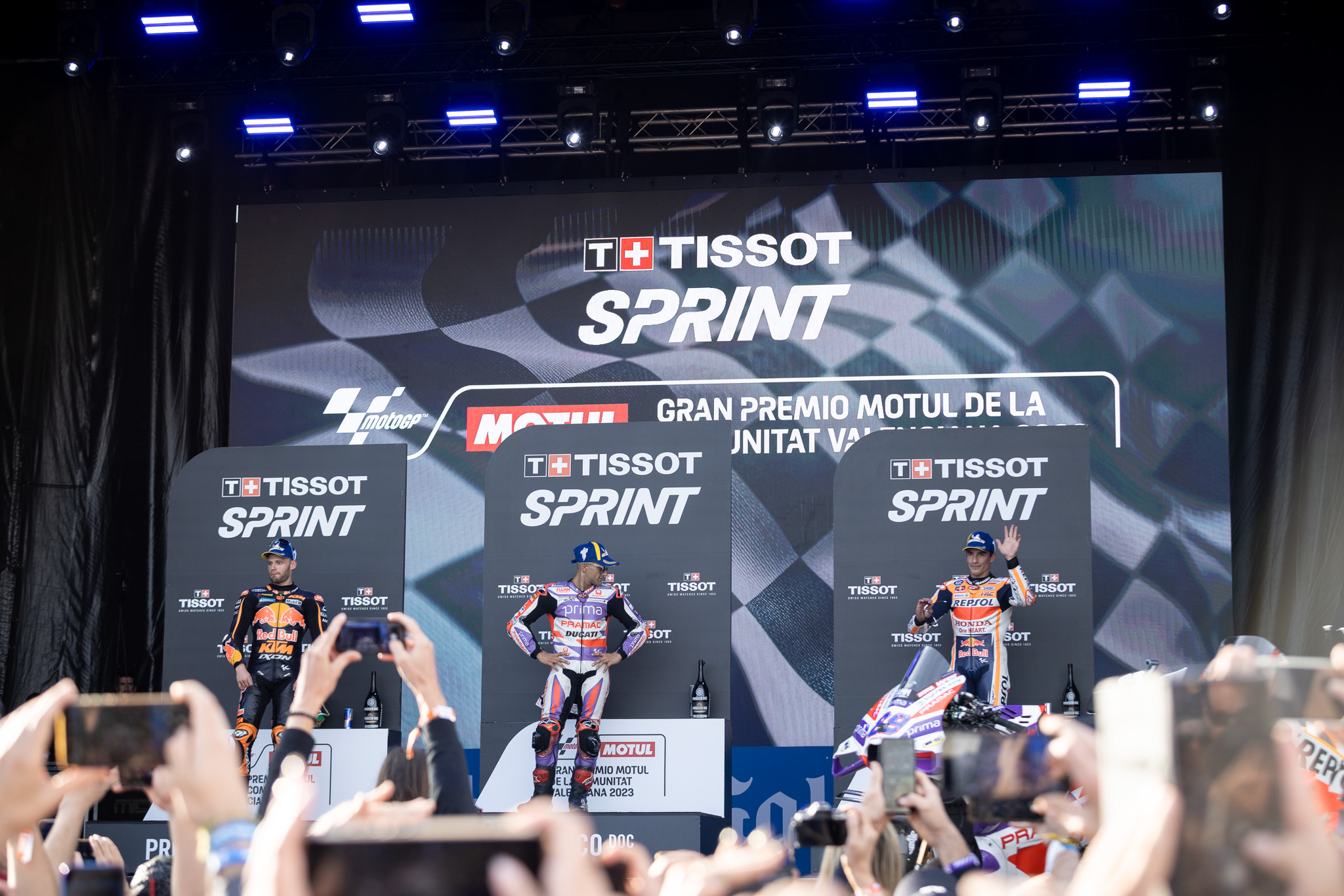
Martín vince la gara Sprint del Gran Premio della Comunità Valenciana 2023.

Per la stagione 2023, Martín rimane legato alla Pramac Racing insieme a Johann Zarco. Come grande novità, la MotoGP introduce le Sprint Race in ogni weekend di gara, al sabato. 
Dopo due podi, ottiene la sua prima vittoria stagionale nella Sprint del Gran Premio di Francia davanti a Brad Binder. In Germania ottiene una doppia vittoria, vincendo sia la Sprint che la gara della domenica. Dopo diversi risultati in top 10, dalla gara lunga del Gran Premio di Catalunya inizia una serie di podi, vincendo sei gare (di cui quattro sprint e le gare lunghe a Misano e in Giappone), un terzo e un secondo posto. Questi risultati portano Martín, dopo la Sprint d'Indonesia, in testa al campionato. La leadership dello spagnolo però dura poco, dato che nella gara di domenica cade e il suo avversario diretto al titolo, Francesco Bagnaia, vince e ritorna in testa al mondiale. In Thailandia il pilota di Madrid ottiene un'altra doppietta (la quarta dell'anno), mentre in Malesia sale sul podio solo alla sprint e perde dei punti rispetto il suo rivale, scendendo a 14 lunghezze dall'italiano. Con la vittoria nella Sprint in Qatar dimezza il divario, ma nella gara lunga giunge decimo portando a 21 punti lo svantaggio dall'italiano. Vince anche la sprint di Valencia portandosi nuovamente a -14, ma nella gara domenicale dice addio ai sogni di gloria, a causa di una caduta e il conseguente ritiro, chiudendo secondo in classifica.

###### Il trionfo nel 2024
Comincia il 2024 vincendo la prima gara Sprint in Qatar, chiudendo terzo la gara lunga. Ottiene gli stessi risultati, ma speculari, nel GP successivo in Portogallo, chiudendo terzo la Sprint e vincendo la gara lunga, vittoria grazie a cui diventa leader della classifica piloti. Dopo il quinto podio consecutivo col terzo posto nella Sprint ad Austin, termina la gara lunga quarto. Conquista la Sprint a Jerez, cade nella prova domenicale mentre fa sue entrambe le gare del Gran Premio di Francia. Nei due Gran Premi successivi, va a podio solo nelle gare lunghe, secondo in Catalogna e terzo in Italia. Ad Assen giunge secondo ad entrambe le gare, dietro al rivale in classifica Pecco Bagnaia. Al Sachsenring vince la Sprint, mentre cade nella lunga a 2 giri dal termine, perdendo la leadership della classifica a favore di Pecco Bagnaia.

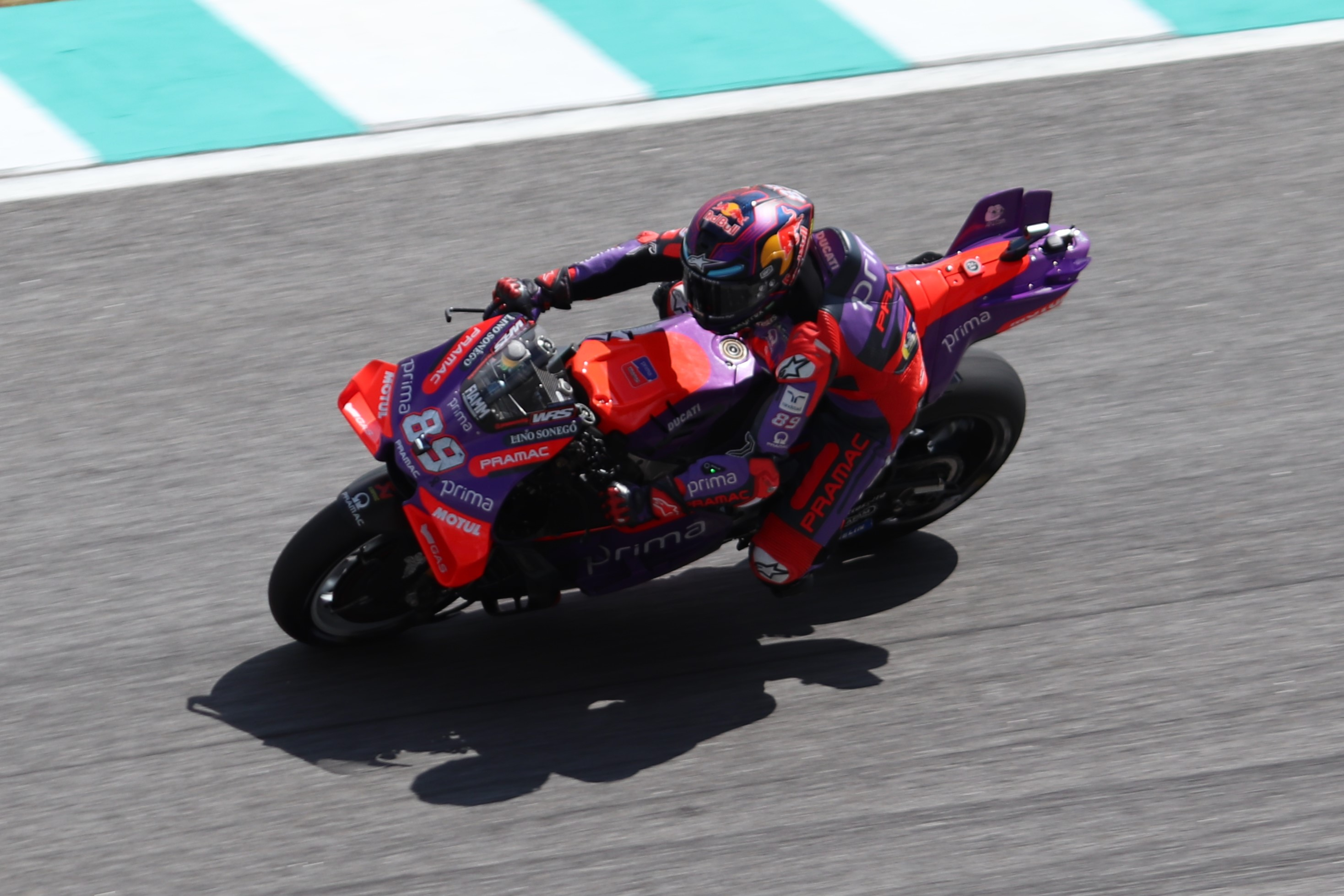
Martín sulla Ducati Desmosedici di Pramac Racing nel Gran Premio della Malesia 2024.

Riconquista la leadership grazie ai due secondi posti a Silverstone, con l'italiano staccato di 3 punti. Chiude nuovamente secondo le due gare in Austria, venendo scavalcato in classifica di 5 punti dal pilota italiano (dopo essergli stato a pari punti a seguito della Sprint, con 250 lunghezze entrambi). Con gli altri due secondi posti nel GP di Aragona (sei consecutivi), torna a capeggiare la classifica, distaccando Pecco di 23 punti. Ritorna a vincere nella Sprint del GP di Misano, dopo essere partito quarto, portando il suo vantaggio sul pilota italiano (partito dalla pole e arrivato secondo) a 26 punti. Nella gara della Domenica, per un errore strategico dovuto alla pioggia, rientra prematuramente ai box per passare alla moto da bagnato, per poi tornare pochi giri dopo con la moto da asciutto, notando che la pioggia fosse cessata. Questa scelta gli costa il 15º posto finale, mentre Bagnaia arriva nuovamente secondo accorciando il gap di punti fra loro due a 7 lunghezze. Chiude con altri due secondi posti la seconda tappa a Misano, entrambi dietro ai due piloti ufficiali Ducati (Bagnaia in Sprint e Bastianini nella lunga, dopo un sorpasso con un contatto all'ultimo giro), a seguito dei quali allunga in classifica portandosi a +24 dal rivale italiano. Parte dalla pole in Indonesia, nella sprint cade al primo giro chiudendo decimo, mentre, a differenza dell'anno precedente, conclude vincendo la gara lunga, portando il vantaggio sul rivale italiano a +21.
A cinque Gran Premi dalla fine, a Motegi, conclude nuovamente al secondo posto la gara lunga, dopo essere partito undicesimo a causa di una caduta in qualifica; in concomitanza alla vittoria di Bagnaia, il divario fra i due piloti si riduce a 10 punti, ancora a favore dello spagnolo. A seguito del GP d'Australia, in cui parte dalla pole (la settima stagionale) vincendo la sprint e concludendo secondo dopo un duello con Marc Marquez, raddoppia il divario dall'italiano, che non fa meglio del terzo posto alla domenica. Porta a 17 punti il vantaggio da Bagnaia a seguito del GP di Thailandia, che chiude al secondo posto in entrambe le gare. Vince la sua settima sprint dell'anno al GP di Sepang, mentre in gara lunga, che rappresenta il suo primo match point per vincere il titolo, chiude secondo (il decimo dell'anno), nuovamente dietro a Bagnaia dopo un duello nei primi tre giri; allunga il vantaggio a +24 punti, con la possibilità di conquistare il titolo nella Sprint seguente.
Al Gran Premio conclusivo della stagione (corso eccezionalmente a Barcellona per via dell'alluvione di Valencia), ottiene il quarto piazzamento in qualifica e conclude la Sprint al terzo posto che, combinato alla vittoria del rivale, lo costringe a rimandare la vittoria del titolo alla gara lunga. Alla domenica Bagnaia vince nuovamente, ma Jorge riesce a portarsi a casa il titolo grazie a un altro terzo posto, diventando così il primo pilota di un team indipendente a laurearsi campione del mondo nell'era MotoGP, cosa che nella classe regina del motomondiale non si verificava da ventitré anni, nell'allora classe 500 con il titolo vinto da Valentino Rossi. Conclude la stagione con 508 punti (primo pilota nella storia del motomondiale a superare le 500 lunghezze) e 32 podi totali, di cui 10 vittorie e 16 secondi posti.

##### Aprilia (2025-)
Il 3 giugno 2024 viene reso noto il passaggio di Martín nella squadra ufficiale Aprilia dalla stagione 2025, in seguito al ritiro di Aleix Espargaró come pilota titolare.
La sua nuova avventura parte però nel peggiore dei modi quando il 5 febbraio, durante la prima giornata di test sul Circuito di Sepang, cade in seguito ad un high side rimediando alcune fratture alla mano destra ed al piede sinistro. Il 24 febbraio successivo subisce un ulteriore infortunio durante una sessione di allenamento, che comporta la frattura complessa del radio, di alcune ossa carpali e una frattura calcaneare omolaterale. Si riprende in tempo per il quarto appuntamento stagionale, il GP del Qatar, ma a seguito di una caduta in gara rimedia undici fratture alle costole e uno pneumotorace, dovendo nuovamente saltare altre gare.
Durante il GP di Francia, ancora convalescente, tramite il suo manager annuncia di voler lasciare l'Aprilia a fine stagione, sfruttando una clausola nel contratto. Viene dichiarato idoneo a correre prima del GP della Repubblica Ceca, dichiarando durante la conferenza stampa al giovedì di rispettare il contratto con la Casa italiana, rimanendo legato ad essa fino alla fine del 2026.
Sul circuito di Brno si qualifica dodicesimo, non va a punti nella Sprint ma chiude settimo la gara lunga, ottenendo i primi punti iridati nella stagione. 

## Risultati nel motomondiale
| 2015 | Classe | Moto     |    |     |    |    |     |    |    |    |    |    |    |     |    |   |    |    |    |    |  |  |  |  | Punti | Pos. |
| ---- | ------ | -------- | -- | --- | -- | -- | --- | -- | -- | -- | -- | -- | -- | --- | -- | - | -- | -- | -- | -- |  |  |  |  | ----- | ---- |
| 2015 | Moto3  | Mahindra | 15 | Rit | 22 | 14 | Rit | 17 | 11 | 18 | 12 | 10 | 11 | Rit | 15 | 7 | 11 | 15 | 12 | 14 |  |  |  |  | 45    | 17º  |

| 2016 | Classe | Moto     |     |   |     |     |    |    |     |     |     |   |   |    |    |   |     |   |     |    |  |  |  |  | Punti | Pos. |
| ---- | ------ | -------- | --- | - | --- | --- | -- | -- | --- | --- | --- | - | - | -- | -- | - | --- | - | --- | -- |  |  |  |  | ----- | ---- |
| 2016 | Moto3  | Mahindra | Rit | 8 | Rit | Rit | 18 | 14 | Rit | Inf | Rit | 6 | 2 | 10 | NP | 6 | Rit | 6 | Rit | 10 |  |  |  |  | 72    | 16º  |

| 2017 | Classe | Moto  |   |   |   |   |     |    |   |   |    |    |   |   |     |   |    |   |   |   |  |  |  |  | Punti | Pos. |
| ---- | ------ | ----- | - | - | - | - | --- | -- | - | - | -- | -- | - | - | --- | - | -- | - | - | - |  |  |  |  | ----- | ---- |
| 2017 | Moto3  | Honda | 3 | 3 | 2 | 9 | Rit | 15 | 3 | 4 | NP | NP | 3 | 3 | Rit | 4 | 15 | 3 | 2 | 1 |  |  |  |  | 196   | 4º   |

| 2018 | Classe | Moto  |   |    |   |     |     |   |     |   |   |    |   |    |   |   |   |     |   |   |   |  |  |  | Punti | Pos. |
| ---- | ------ | ----- | - | -- | - | --- | --- | - | --- | - | - | -- | - | -- | - | - | - | --- | - | - | - |  |  |  | ----- | ---- |
| 2018 | Moto3  | Honda | 1 | 11 | 1 | Rit | Rit | 1 | Rit | 1 | 1 | NP | 3 | AN | 2 | 1 | 4 | Rit | 5 | 1 | 2 |  |  |  | 260   | 1º   |

| 2019 | Classe | Moto |    |     |    |     |    |    |    |     |   |    |   |    |    |   |   |   |   |     |   |  |  |  | Punti | Pos. |
| ---- | ------ | ---- | -- | --- | -- | --- | -- | -- | -- | --- | - | -- | - | -- | -- | - | - | - | - | --- | - |  |  |  | ----- | ---- |
| 2019 | Moto2  | KTM  | 15 | Rit | 15 | Rit | 20 | 16 | 15 | Rit | 9 | 13 | 7 | 12 | 12 | 9 | 6 | 3 | 2 | Rit | 5 |  |  |  | 94    | 11º  |

| 2020 | Classe | Moto  |    |   |   |   |   |   |        |        |     |     |   |   |   |   |   |  |  |  |  |  |  |  | Punti | Pos. |
| ---- | ------ | ----- | -- | - | - | - | - | - | ------ | ------ | --- | --- | - | - | - | - | - |  |  |  |  |  |  |  | ----- | ---- |
| 2020 | Moto2  | Kalex | 20 | 3 | 6 | 8 | 1 | 2 | [ 43 ] | [ 43 ] | Rit | Rit | 3 | 6 | 2 | 1 | 6 |  |  |  |  |  |  |  | 160   | 5º   |

| 2021 | Classe | Moto   |    |   |    |     |     |     |    |    |     |   |   |     |   |     |   |     |   |   |  |  |  |  | Punti | Pos. |
| ---- | ------ | ------ | -- | - | -- | --- | --- | --- | -- | -- | --- | - | - | --- | - | --- | - | --- | - | - |  |  |  |  | ----- | ---- |
| 2021 | MotoGP | Ducati | 15 | 3 | NP | Inf | Inf | Inf | 14 | 12 | Rit | 1 | 3 | Rit | 9 | Rit | 5 | Rit | 7 | 2 |  |  |  |  | 111   | 9º   |

| 2022 | Classe | Moto   |     |     |   |   |     |    |     |    |   |   |   |   |    |   |   |   |   |   |     |   |  |  | Punti | Pos. |
| ---- | ------ | ------ | --- | --- | - | - | --- | -- | --- | -- | - | - | - | - | -- | - | - | - | - | - | --- | - |  |  | ----- | ---- |
| 2022 | MotoGP | Ducati | Rit | Rit | 2 | 8 | Rit | 22 | Rit | 13 | 2 | 6 | 7 | 5 | 10 | 9 | 6 | 3 | 9 | 7 | Rit | 3 |  |  | 152   | 9º   |

| 2023 | Classe | Moto   |      |    |      |   |    |    |   |    |   |    |    |   |    |   |      |   |   |    |     |      |  |  | Punti | Pos. |
| ---- | ------ | ------ | ---- | -- | ---- | - | -- | -- | - | -- | - | -- | -- | - | -- | - | ---- | - | - | -- | --- | ---- |  |  | ----- | ---- |
| 2023 | MotoGP | Ducati | Rit2 | 58 | Rit3 | 4 | 21 | 23 | 1 | 56 | 6 | 73 | 35 | 1 | 21 | 1 | Rit1 | 5 | 1 | 42 | 101 | Rit1 |  |  | 428   | 2º   |

| 2024 | Classe | Moto   |    |    |    |      |   |    |   |   |      |   |   |   |     |   |   |    |    |   |    |   |  |  | Punti | Pos. |
| ---- | ------ | ------ | -- | -- | -- | ---- | - | -- | - | - | ---- | - | - | - | --- | - | - | -- | -- | - | -- | - |  |  | ----- | ---- |
| 2024 | MotoGP | Ducati | 31 | 13 | 43 | Rit1 | 1 | 24 | 3 | 2 | Rit1 | 2 | 2 | 2 | 151 | 2 | 1 | 24 | 21 | 2 | 21 | 3 |  |  | 508   | 1º   |

| 2025 | Classe | Moto    |     |     |     |     |     |     |     |     |     |     |     |   |     |  |  |  |  |  |  |  |  |  | Punti | Pos. |
| ---- | ------ | ------- | --- | --- | --- | --- | --- | --- | --- | --- | --- | --- | --- | - | --- |  |  |  |  |  |  |  |  |  | ----- | ---- |
| 2025 | MotoGP | Aprilia | Inf | Inf | Inf | Rit | Inf | Inf | Inf | Inf | Inf | Inf | Inf | 7 | Rit |  |  |  |  |  |  |  |  |  | 9     |      |

| Legenda | 1º posto        | 2º posto            | 3º posto            | A punti      | Senza punti        | Grassetto – Pole position Corsivo – Giro più veloce |
| Legenda | Gara non valida | Non qual./Non part. | Ritirato/Non class. | Squalificato | '-' Dato non disp. | Grassetto – Pole position Corsivo – Giro più veloce |